# Bosszúállók újra együtt
A Bosszúállók újra együtt (eredeti cím: Avengers Assemble) 2013-tól 2019-ig vetített amerikai televíziós 2D-s számítógépes animációs sorozat, amely főképp a Stan Lee és Jack Kirby által alkotott Marvel Comics-karaktereket használja fel. A forgatókönyvet Chris Wyatt és Todd Casey írta, az animációs sorozatot Jeff Allen és Eric Radomski rendezte, a zenéjét Michael McCuistion, Lolita Ritmanis és Kristopher Carter szerezte. A tévéfilmsorozat a Marvel Animation, a Man of Action Studios és a Karactaz Animation gyártásában készült, a Disney-ABC Domestic Television forgalmazásában jelent meg. Műfaját tekintve sci-fi akció-kalandfilmsorozat. 
Amerikában 2013. május 16-ától a Disney XD vetíti, Magyarországon 2015. október 15-étől az RTL Klub sugározza a Jó reggelt, skacok! című műsorblokkban.

## Cselekmény
A sorozat a Marvel Comics-ból ismert hőscsapat, a Bosszú Angyalai, avagy filmes nevükön a Bosszúállók kalandjait mutatja be. Az Amerika Kapitányból, Vasemberből, Thorból, Hulkból, Fekete Özvegyből és Sólyomszemből álló csapatnak számos veszedelmes ellenséggel kell szembeszállnia a bolygó megvédése érdekében, melyhez sokszor segítséget is kapnak.

## Szereplők
| Szereplő                          | Eredeti hang | Magyar hang                                                                                     |
| Bosszúállók                       | Bosszúállók | Bosszúállók                                                                                     |
| --------------------------------- | --- | ----------------------------------------------------------------------------------------------- |
| Tony Stark / Vasember             | Adrian Pasdar (1-3. évad) Mick Wingert (4. évadtól) Will Collyer (14 és 17 évesen) Brendon Hender (8 és 11 évesen) | Varga Gábor Császár András (14 és 17 évesen) Gerő Botond (11 évesen) Pál Dániel Máté (8 évesen) |
| Steve Rogers / Amerika Kapitány   | Roger Craig Smith                                                                                                  | Zámbori Soma                                                                                    |
| Natasha Romanoff / Fekete Özvegy  | Laura Bailey | Zsigmond Tamara (1-45. rész) Mezei Kitty (46. résztől)                                          |
| Thor                              | Travis Willingham                                                                                                  | Magyar Bálint                                                                                   |
| Clint Barton / Sólyomszem         | Troy Baker | Stohl András                                                                                    |
| Bruce Banner / Hulk               | Fred Tatasciore | Sarádi Zsolt Rajkai Zoltán (15. rész)                                                           |
| Scott Lang / Hangya               | Grant George (1. hang) Josh Keaton (2. hang)                                                                       | Szatory Dávid (23-45. rész) Széles Tamás (46. résztől)                                          |
| Peter Parker / Pókember           | Drake Bell | Molnár Levente                                                                                  |
| Nick Fury                         | Chi McBride | Vass Gábor                                                                                      |
| J.A.R.V.I.S / Vízió               | David Kaye | Kárpáti Levente                                                                                 |
| Sam Wilson / Sólyom               | Bumper Robinson | Moser Károly                                                                                    |
| Doctor Strange                    | Jack Coleman (1-2. évad) Liam O'Brien (3. évadtól)                                                                 | Horváth-Töreki Gergely                                                                          |
| A galaxis őrzői                   | |                                                                                                 |
| Peter Quill / Űrlord              | Chris Cox (1. hang) Will Friedle (2. hang)                                                                         | Miller Zoltán                                                                                   |
| Gamora                            | Nika Futterman (1. hang) Laura Bailey (2. hang)                                                                    | Solecki Janka                                                                                   |
| Groot                             | Kevin Michael Richardson                                                                                           | Dézsy Szabó Gábor                                                                               |
| Mordály                           | Seth Green (1. hang) Trevor Devall (2. hang)                                                                       | Kálloy Molnár Péter                                                                             |
| Drax                              | David Sobolov | Ifj. Jászai László                                                                              |
| Gonosztevők                       | |                                                                                                 |
| Johann Schmidt / Vörös Koponya    | Liam O’Brien | Rosta Sándor                                                                                    |
| M.O.D.O.K                         | Charles Adler | Háda János Faragó András (11. rész)                                                             |
| Hüperion                          | Brian Bloom | Zöld Csaba                                                                                      |
| Attuma                            | Dwight Schultz | Faragó András                                                                                   |
| Vlad Țepeș / Drakula              | Corey Burton | Barbinek Péter                                                                                  |
| Loki                              | Troy Baker | Csőre Gábor                                                                                     |
| Ultron / Arzenál                  | Jim Maskimen | Pál Tamás                                                                                       |
| Kyle Richmond / Éjjeli madár      | Anthony Ruivivar                                                                                                   | Rába Roland                                                                                     |
| Victor von Doom / Doktor Doom     | Maurice LaMarche                                                                                                   | Láng Balázs                                                                                     |
| Justin Hammer                     | Jason Spisak | Seder Gábor                                                                                     |
| James Sanders / Ámokfutó          | Jason Spisak | Hamvas Dániel                                                                                   |
| Alkony angyala (Proxima Midnight) | Kari Wahlgren | Kisfalvi Krisztina                                                                              |
| Zarda                             | April Stewart | Németh Kriszta (35. rész) Hámori Eszter (43. résztől)                                           |
| Dr. Spektrum                      | Phil LaMarr | Horváth-Töreki Gergely (35. rész) Kálid Artúr (47. rész)                                        |
| Bomba                             | Phil LaMarr | Dányi Krisztián                                                                                 |
| Thanos                            | Isaac Singleton Jr.                                                                                                | Törköly Levente                                                                                 |
| Henry Camp / Bulldózer            | Travis Willingham                                                                                                  | Törköly Levente                                                                                 |
| Mesterlövész                      | Travis Willingham                                                                                                  | Galambos Péter                                                                                  |
| Brian Philip Calusky / Cölöpverő  | Cam Clarke | Sörös Miklós                                                                                    |
| Eliot Franklin / Mennydörgő       | Fred Tatasciore | Élő Balázs (12. rész) Törköly Levente (37. rész)                                                |
| Maynard Tiboldt / Porondmester    | Fred Tatasciore | Tarján Péter                                                                                    |
| Holló Kard (Corvus Glaive)        | David Kaye | Tarján Péter                                                                                    |
| Dirk Garthwaite / Roncsoló        | John DiMaggio | Kisfalusi Lehel Turi Bálint (12. rész)                                                          |
| Galactus                          | John DiMaggio | Dolmány Attila                                                                                  |
| Szuperóriás                       | Hynden Walch | Sipos Eszter Anna                                                                               |
| Ében Éj (Ebony Maw)               | Rene Auberjonois                                                                                                   | Fodor Tamás                                                                                     |
| Mojo                              | Ralph Garman | Kassai Károly                                                                                   |
| Mangog                            | JB Blanc | Maday Gábor                                                                                     |
| Forgószél                         | Tom Kenny | Vári Attila                                                                                     |
| Bucky Barnes / A tél katonája     | Bob Bergen (1. hang) Robbie Daymond (2. hang)                                                                      | Szabó Máté                                                                                      |
| További szereplők                 | |                                                                                                 |
| Howard Stark                      | Jim Meskimen | Jakab Csaba                                                                                     |
| Darlene Wilson                    | Cree Summer | Kocsis Mariann                                                                                  |
| Vörös Örző                        | Troy Baker | Király Attila                                                                                   |
| Űrlény vadászok                   | Troy Baker | Seder Gábor                                                                                     |
| Űrlény vadászok                   | Bumper Robinson | Kossuth Gábor                                                                                   |
| Sötét Csillag                     | Laura Bailey | Nemes Takách Kata                                                                               |
| Ben Grimm / Lény                  | David Boat | Sörös Miklós                                                                                    |
| Utau / Figyelő                    | Clancy Brown | Bognár Tamás                                                                                    |
| Radioaktív ember                  | Roger Craig Smith                                                                                                  | Bognár Tamás                                                                                    |
| Torgo                             | Roger Craig Smith                                                                                                  | Papucsek Vilmos                                                                                 |
| Heimdall                          | James Mathis III                                                                                                   | Barabás Kiss Zoltán                                                                             |
| Hela                              | Vanessa Marshall                                                                                                   | Kisfalvi Krisztina                                                                              |
| Megan McLaren                     | Vanessa Marshall                                                                                                   | Czirják Csilla                                                                                  |
| Lady Zartra                       | April Stewart | Vadász Bea                                                                                      |
| Volstagg                          | Fred Tatasciore | Schneider Zoltán                                                                                |
| Ivan Vanko / Dynamo               | Fred Tatasciore | Makranczi Zalán                                                                                 |
| Atlantiszi ügynök                 | Fred Tatasciore | Bolla Róbert                                                                                    |
| Glorian                           | Robin Atkins Downs                                                                                                 | Fekete Zoltán                                                                                   |
| Lehetetlen ember                  | Tom Kenny | Kerekes József                                                                                  |
| Aaron Reece / Molekula Kölyök     | Daryl Sabara | Penke Bence                                                                                     |
| Piton Hercegnő                    | Hynden Walch | Bogdányi Titanilla                                                                              |
| J. Jonah Jameson                  | J. K. Simmons | Dézsy Szabó Gábor                                                                               |
| Odin                              | Frank Welker | Tordy Géza                                                                                      |

### Magyar változat
- Magyar szöveg: Boros Karina
- Hangmérnök: Kardos Péter
- Vágó: Szemerédi Gabriella
- Gyártásvezető: Fehér József
- Szinkronrendező: Kolozs Dóra
- Bemondó: Welker Gábor

A szinkront a Mafilm Audio Kft. készítette.

## Epizódok
| Évad | Évad | Epizódok | Eredeti sugárzás     | Eredeti sugárzás     | Magyar sugárzás    | Magyar sugárzás    |
| Évad | Évad | Epizódok | Évadpremier          | Évadfinálé           | Évadpremier        | Évadfinálé         |
| ---- | ---- | -------- | -------------------- | -------------------- | ------------------ | ------------------ |
|      | 1    | 26       | 2013. május 26.      | 2014. május 25.      | 2015. október 16.  | 2015. november 20. |
|      | 2    | 26       | 2014. szeptember 28. | 2015. szeptember 20. | 2015. november 23. | 2016. január 6.    |
|      | 3    | 26       | 2016. március 26.    | 2017. január 28.     | TBA                | TBA                |
|      | 4    | 25       | 2017. június 17.     | 2018. március 11.    | TBA                | TBA                |
|      | 5    | 23       | 2018. szeptember 23. | 2019. február 24.    | TBA                | TBA                |